# Lengdorf (Bawaria)
Lengdorf – miejscowość i gmina w Niemczech, w kraju związkowym Bawaria, w rejencji Górna Bawaria, w regionie Monachium, w powiecie Erding. Leży około 12 km na południowy wschód od Erdinga, nad rzeką Isen, przy linii kolejowej Monachium – Isen; Monachium – Wels.

## Dzielnice
W skład gminy wchodzą dwie dzielnice:
- Lengdorf
- Matzbach

## Demografia
| Rok  | Liczba mieszk. |
| ---- | -------------- |
| 1970 | 2 198          |
| 1987 | 2 587          |
| 2000 | 3 087          |
| 2007 | 2 697          |

### Struktura wiekowa
Dane o ludności z 31 grudnia 2008:
| Opis                                | Ogółem | Ogółem | Kobiety | Kobiety | Mężczyźni | Mężczyźni |
| ----------------------------------- | ------ | ------ | ------- | ------- | --------- | --------- |
| Jednostka                           | osób   | %      | osób    | %       | osób      | %         |
| Populacja                           | 2713   | 100    | 1338    | 49,32   | 1375      | 50,68     |
| Wiek przedprodukcyjny (0–17 lat)    | 623    | 22,96  | 311     | 11,46   | 312       | 11,5      |
| Wiek produkcyjny (18–65 lat)        | 1677   | 61,81  | 802     | 29,56   | 875       | 32,25     |
| Wiek poprodukcyjny (powyżej 65 lat) | 413    | 15,22  | 225     | 8,29    | 188       | 6,93      |

## Polityka
Wójtem gminy jest Gerlinde Sigl z CSU/BB, poprzednio urząd ten obejmował Siegfried Rübensaal, rada gminy składa się z osób.
|      | CSU/BB | SPD | FW | Razem |
| 2008 | 7      | 2   | 5  | 14    |
| 2002 | 6      | 2   | 6  | 14    |

## Oświata
W gminie znajduje się przedszkole oraz szkoła podstawowa z częścią Hauptschule (10 nauczycieli, 168 uczniów).